# Naděžda Petrenko
Naděžda Petrenko (rusky Надежда Петренко, ukrajinsky Надія Петренко – Nadija Petrenko) je ukrajinská sopranistka, působící především v Praze.

## Životopis
Narodila se v Kyjevě, kde absolvovala roku 1987 na Vysoké hudební škole obory sólový zpěv a sborové dirigování. Po ukončení studia nastoupila jako sólistka do Státní opery v Kyjevě. Tam se prosadila například jako Liza v opeře Kirilla Molčanova Zori zdes tichie nebo Marfa v Carské nevěstě Rimského-Korsakova, dále v operách ukrajinských skladatelů a jako Donna Anna v Mozartově Donu Giovannim. Současně spolupracovala s Mužským sborem Ukrajiny.
V roce 1987 zvítězila v soutěži komorních sólistů Ukrajiny. S jejím uměním se od té doby seznámilo publikum v Německu, Polsku, Bulharsku, Norsku, USA či Švýcarsku. Zpívala v koncertních programech televizních stanic CBN (USA), ruské i ukrajinské televize.
Roku 1991 byla u příležitosti znovuotevření Stavovského divadla pozvána do Národního divadla v Praze ztvárnit roli Dony Anny v Donu Giovannim pod vedením sira Charlese Mackerrase. Od té doby je stálým hostem Národního divadla. Zde vytvořila role Mimi v Pucciniho Bohémě či Taťánu v Evženu Oněginovi P. I. Čajkovkého.
V roce 1993 ztvárnila na scéně drážďanské Semperoper v rámci festivalu Dresdner Musikfestspiele hlavní roli v inscenaci opery Jolanta P. I. Čajkovkého v režii Sira Petera Ustinova. V témže roce získala cenu české Jednoty hudebního divadla za ztvárnění role Violetty ve Verdiho La Traviatě v divadle J. K. Tyla v Plzni (dirigent Josef Chaloupka).
V roce 1996 se v Německu zúčastnila festivalu Europänishe Wochen Passau Festspiele, kde zpívala Celebration Jazz Mass a Te Deum Karla Růžičky. V prosinci téhož roku získala čestné uznání na Mezinárodní hudební soutěži ve Vídni. Pro Český rozhlas natočila sólový sopránový part v Requiem Solenne Jana Zacha a Mši D dur Jana Koželuha.
V roce 1997 se zúčastnila natáčení filmového projektu "Great Composers - Wagner" pro firmu BBC (dirigent Sir Roger Norrington). V rámci operního festivalu Bayreuth Markgräflisches Opernhaus ztvárnila Donu Annu v Donu Giovannim. Zpívala též na fetivalech Pražské jaro, Kutná hora, Český Krumlov a Pocta Emmy Destinnové. Se souborem Národního divadla se zúčastnila měsíčního turné s operou Don Giovanni v Japonsku.
V roce 1998 ztvárnila role Michaely v opeře G. Bizeta Carmen a roli Gildy ve Verdiho opeře Rigoletto.
V roce 1999 ztvárnila titulní roli v opeře J. Masseneta Manon v Jihočeském divadle v Českých Budějovicích. V norském Trondheimu zpívala sopránový sólový part v Requiem Antonína Dvořáka.
V letech 2000 - 2002 v Jihočeském divadle ztvárňovala hlavní roli ve Verdiho opeře Luisa Miller. S komorním orchestrem Berg zazpívala 14. symfonii Dmitrije Šostakoviče, vysílanou Českým rozhlasem.
V roce 2003 se účastnila mezinárodního festivalu v Litvě Opera at Caunas Castle.
Dále se věnuje především koncertní a pedagogické činnosti, léta vystupovala v sólových programech v Domě u Kamenného Zvonu a v domě Emy Destinové. Zaměřuje se i na folklórní hudbu, zejména ukrajinskou a ruskou, kdy asistuje vedení souboru Kozáci Vltavy.
Paní Petrenko je provdaná za tenoristu Viktora Byčka, s nímž umělecky spolupracovala již na Ukrajině. Spolu mají syna Alexeje Byčka, který vystudoval pražskou AMU a působí jako divadelní umělec.

### Youtube
- Louise, Charpentier
- Evžen Oněgin, Čajkovskij
- La Traviata, Addio del Passato, Verdi
- La Sonnambula, Bellini
- Zdes Choroso, romance, Rachmaninov
- La Traviata, E Strano, Verdi